# 176 km (obwód briański)
176 km (ros. 176 км) – przystanek kolejowy w lasach, w rejonie żukowskim, w obwodzie briańskim, w Rosji. Położony jest na linii Briańsk – Smoleńsk, w znacznym oddaleniu od osad ludzkich.